# Marcel-Louis Baugniet
Marcel-Louis Baugniet (* 18. März 1896 in Lüttich; † 1. Februar 1995 in Brüssel)  war ein belgischer Künstler. Er gilt als einer der wichtigsten Vertreter der belgischen Avantgarde. Sein Werk umfasst neben Gemälden der abstrakten Malerei und Collagen auch bedeutende Entwürfe von Möbeln, Keramik und Gebrauchsgrafik.

## Leben und Ausbildung
Zwischen 1915 und 1919 studierte er an der Akademie der Schönen Künste in Brüssel. Zu seinen Kommilitonen zählen Paul Delvaux und René Magritte. 1921 lässt sich Baugniet in Paris nieder. Dort trifft er unter anderem Ossip Zadkine und Fernand Léger. 1922 kehrt er nach Brüssel zurück und tritt der Künstlergruppe 7 Arts bei, die von Pierre-Louis Flouquet, Karel Maes und den Brüdern Victor und Pierre Bourgeois begründet wurde und der auch Felix De Boeck, Victor Servranckx, Jozef Peeters, Jean Jacques Gaillard, Marc Eemans und Stanislas Jasinski angehören. Die Jahre 1922 bis 1930 gelten als die bedeutendste Schaffensphase in Baugniets Werk. Es entstehen neben Gemälden und Designentwürfen, für kurze Zeit war er Direktor des Werbeateliers Fulgura in Brüssel, auch Kostüme für seine Frau, die Tänzerin Marguerite Acarin, bekannt unter ihrem Künstlernamen Akarova.
1930 trennt sich die Gruppe 7 Arts. Baugniet arbeitet in den folgenden Jahren vornehmlich als Innenarchitekt und Designer. Sein Geschäft und Atelier Baugniet et Cie besteht bis ins Jahr 1972.
Ab den 1970er Jahren wird sein Werk neu entdeckt und in zahlreichen Ausstellungen und öffentlichen Sammlungen gewürdigt. Marcel-Louis Baugniet gilt als Pionier der abstrakten Kunst in Belgien und wird als einer der bedeutendsten belgischen Maler des 20. Jahrhunderts rezipiert. Das Musée d’Art Moderne et d’Art Contemporain (MAMAC) in Lüttich widmete 2001 Baugniet eine große Retrospektive.
Seit 1983 war er korrespondierendes und seit 1988 ordentliches Mitglied der Königlichen Akademie der Wissenschaften und Schönen Künste von Belgien.